# Gruinard Bay
Gruinard Bay, veraltet auch Greinord Bay, ist eine Meeresbucht an der Westküste Schottlands. Sie liegt in den Northwest Highlands und gehört administrativ zur Council Area Highland beziehungsweise der traditionellen Grafschaft Ross-shire.

## Geographie
Die an ihrer Einfahrt 8,3 Kilometer weite Bucht liegt an der Schottischen See an der Meerenge The Minch. Die nach Süden 7,3 Kilometer in die Landmasse einschneidende Bucht ist an ihrer Westküste durch die Halbinsel Rubha Mòr abgegrenzt. Abgrenzend sind Stattic Point im Osten und das Kap Rumore im Westen angegeben. Little Loch Broom und Loch Broom sind die nebenliegenden Buchten im Nordosten, während Loch Ewe im Südwesten folgt. An ihrem Kopf münden der Gruinard River (Abfluss aus Loch Fionn), der Little Gruinard (Abfluss aus Loch na Sealga) sowie der Bach Inverianvie ein. Die Region um die Gruinard Bay ist dünn besiedelt. Entlang seiner Ufer ordnen sich mehrere Weiler an, von denen Laide im Westen der größte ist. Inmitten der Bucht liegt Gruinard Island.

## Geschichte
Entlang der Küstenlinie finden sich Spuren früherer Besiedlung der Bucht. So belegen Überreste eines Wheelhouse eine eisenzeitliche Besiedlung. An der Küste südöstlich von Achgarve befindet sich die Ruine der Chapel of Sand of Udrigil. Überlieferungen zufolge soll es sich bei dieser um eine Gründung Columbans (6. Jahrhundert) handeln. Die vorhandenen Reste sind jedoch spätmittelalterlich. Nahe Achgarve ließ der MacKenzie-Laird 1745 das Herrenhaus Udrigle House errichten.
Zu Zeiten des Zweiten Weltkriegs war Gruinard Island militärisches Sperrgebiet. Dort wurden zur Erprobung von Konzepten der biologischen Kriegsführung Versuche mit Milzbranderregern durchgeführt. In der Folge starben vereinzelt Tiere entlang der Ufer der Gruinard Bay auf unerklärliche Weise. Die Bevölkerung erhielt Kompensationszahlungen. Infolge des massiven öffentlichen Drucks begann die britische Regierung in den 1980er Jahren mit der Dekontamination der Insel mit Formaldehyd-Lösung und erklärte die Aktion im April 1990 für erfolgreich beendet.